# غودفري إدوارد أرنولد
غودفري إدوارد أرنولد (بالألمانية: Gottfried Eduard Arnold)‏ (بالإنجليزية: Godfrey Edward Arnold)‏ هو أستاذ جامعي نمساوي وأمريكي، ولد في 1914 في أولوموتس في التشيك، وتوفي في 1989 في فيينا في النمسا.